# Valerij Viktorovics Brosin
Valerij Viktorovics Brosin (oroszul: Валерий Викторович Брошин; Leningrád, 1962. október 19. – Moszkva, 2009. március 5.) türkmén, korábban szovjet válogatott labdarúgó.
46 évesen rákban hunyt el.

## Pályafutása

### Klubcsapatban
Pályafutása nagy részét a Zenyit Leningrád (1980–85, 1994) és a CSZKA Moszkva (1986–91, 1993) csapatainál töltötte.

### A válogatottban
1987 és 1990 között 3 alkalommal szerepelt a szovjet válogatottban. Részt vett az 1990-es világbajnokságon. 1997 és 1998 között 11 alkalommal játszott a türkmén válogatottban. 

## Sikerei, díjai

### Játékosként
Zenyit-Leningrád
- Szovjet bajnok (1): 1984
- Szovjet szuperkupa (1): 1984

CSZKA Moszkva
- Szovjet bajnok (1): 1991
- Szovjet kupa (1): 1991

Köpetdag Aşgabat
- Türkmén bajnok (2): 1995, 1998
- Türkmén kupa (2): 1997, 1998–99

### Edzőként
FK Homel
- Fehérorosz kupa (1): 2002

## Külső hivatkozások
- Valerij Viktorovics Brosin – a FIFA adatbázisában
- Valerij Brosin adatlapja a National-Football-Teams.com oldalon (angolul)

- Valerij Brosin. eu-football.info
- Valerij Brosin. bdfutbol.com
- Valerij Brosin (orosz nyelven). rusteam.permian.ru. [2020. január 16-i dátummal az eredetiből archiválva]. (Hozzáférés: 2018. március 21.)